# Färöischer Fußballpokal 2022
Der Färöische Fußballpokal 2022, auch bekannt als Løgmanssteypið 2022, fand zwischen dem 2. April und 29. Oktober 2022 statt und wurde zum 68. Mal ausgespielt. Im Endspiel, welches im Tórsvøllur-Stadion in Tórshavn auf Kunstrasen ausgetragen wurde, siegte Víkingur Gøta mit 1:0 gegen KÍ Klaksvík und nimmt dadurch an der 1. Qualifikationsrunde zur UEFA Europa Conference League 2023/24 teil.
Víkingur Gøta und KÍ Klaksvík belegten in der Meisterschaft die Plätze zwei und eins. Für Víkingur Gøta war es der fünfte Sieg bei der achten Finalteilnahme, für KÍ Klaksvík die zehnte Niederlage bei der 16. Finalteilnahme. Titelverteidiger B36 Tórshavn schied hingegen im Viertelfinale aus.

## Teilnehmer
Teilnahmeberechtigt waren alle 18 A-Mannschaften der vier färöischen Ligen. Im Einzelnen sind dies:
| Betrideildin | 1. Deild                                                 | 2. Deild                 | 3. Deild                  |
| --- | -------------------------------------------------------- | ------------------------ | ------------------------- |
| 12AB Argir 1207 Vestur 12B36 Tórshavn 12B68 Toftir 12EB/Streymur 12HB Tórshavn 12KÍ Klaksvík 12NSÍ Runavík 12Skála ÍF 12Víkingur Gøta | 12B71 Sandur 12ÍF Fuglafjørður 12TB Tvøroyri 12Undrið FF | 12FC Hoyvík 12FC Suðuroy | MB Miðvágur 12Royn Hvalba |

## Modus
Alle Runden werden im K.-o.-System ausgetragen.

## Qualifikationsrunde
Die Partien der Qualifikationsrunde fanden am 2. und 3. April statt.
|            | Ergebnis  |             |
| ---------- | --------- | ----------- |
| FC Hoyvík  | 8:0 (7:0) | MB Miðvágur |
| FC Suðuroy | 5:0 (2:0) | Royn Hvalba |

## 1. Runde
Die Partien der 1. Runde fanden am 14. April statt.
|                 | Ergebnis             |              |
| --------------- | -------------------- | ------------ |
| AB Argir        | 4:2 n. V. (2:2, 1:1) | B68 Toftir   |
| EB/Streymur     | 2:4 n. V. (2:2, 2:1) | 07 Vestur    |
| HB Tórshavn     | 9:1 (6:0)            | FC Suðuroy   |
| ÍF Fuglafjørður | 4:0 (4:0)            | B71 Sandur   |
| NSÍ Runavík     | 1:4 (1:2)            | B36 Tórshavn |
| Skála ÍF        | 0:3 (0:3)            | KÍ Klaksvík  |
| TB Tvøroyri     | 4:0 (1:0)            | FC Hoyvík    |
| Víkingur Gøta   | 4:0 (2:0)            | Undrið FF    |

## Viertelfinale
Die Viertelfinalpartien fanden am 18. Mai statt.
|              | Ergebnis  |                 |
| ------------ | --------- | --------------- |
| B36 Tórshavn | 0:2 (0:2) | Víkingur Gøta   |
| HB Tórshavn  | 2:1 (0:1) | AB Argir        |
| KÍ Klaksvík  | 3:0 (0:0) | ÍF Fuglafjørður |
| TB Tvøroyri  | 1:4 (1:2) | 07 Vestur       |

## Halbfinale
Die Hinspiele im Halbfinale fanden am 7. Oktober statt, die Rückspiele am 5. Oktober.
|               | Gesamt |             | Hinspiel  | Rückspiel |
| ------------- | ------ | ----------- | --------- | --------- |
| 07 Vestur     | 2:6    | KÍ Klaksvík | 2:2 (1:0) | 0:4 (0:2) |
| Víkingur Gøta | 3:2    | HB Tórshavn | 2:2 (2:1) | 1:0 (1:0) |

## Finale
| Paarung        | KÍ Klaksvík – Víkingur Gøta |
| Ergebnis       | 0:1 (0:0) |
| Datum          | 29. Oktober 2022 |
| Stadion        | Tórsvøllur, Tórshavn |
| Zuschauer      | 4175 |
| Schiedsrichter | Dagfinn Forná (Runavík) |
| Tore           | 0:1 Sølvi Vatnhamar (87., Elfmeter) |
| KÍ Klaksvík    | Mathias Rosenørn – René Joensen (60. Patrick da Silva), Jóannes Danielsen, Odmar Færø (89. Jonn Johannessen), Heini Vatnsdal, Claes Kronberg (77. Deni Pavlovic (89. Jesper Brinck)) – Árni Frederiksberg, Jákup Andreasen , Mads Mikkelsen (89. Valerijs Sabala), Jóannes Bjartalíð – Páll Klettskarð Cheftrainer: Mikkjal Thomassen |
| Víkingur Gøta  | Bárður á Reynatrøð – Bergur Gregersen, Olaf Bárðarson (72. Ingi Jonhardsson), Noah Mneney – Bárður Hansen (68. Ari Olsen), Gunnar Vatnhamar (84. Martin Klein), Sølvi Vatnhamar , Géza Dávid Turi, Arnbjørn Svensson – Jákup Johansen, Andreas Olsen Cheftrainer: Jóhan Petur Poulsen                                                 |
| Gelbe Karten   | Claes Kronberg, Deni Pavlovic, Odmar Færø – Sølvi Vatnhamar |

## Torschützenliste
Bei gleicher Anzahl von Treffern sind die Spieler nach dem Nachnamen alphabetisch geordnet.
| Platz | Spieler               | Verein        | Tore |
| ----- | --------------------- | ------------- | ---- |
| 1     | Páll Klettskarð       | KÍ Klaksvík   | 05   |
| 1     | Sølvi Vatnhamar       | Víkingur Gøta | 05   |
| 3     | Jákup Andreasen       | KÍ Klaksvík   | 03   |
| 3     | Mikkel Blåholm        | TB Tvøroyri   | 03   |
| 3     | Mads Borchers         | 07 Vestur     | 03   |
| 3     | Ronni Møller-Iversen  | 07 Vestur     | 03   |
| 3     | Marius Kryger Lindh   | AB Argir      | 03   |
| 3     | Pætur Petersen        | HB Tórshavn   | 03   |
| 3     | Ari Poulsen           | FC Suðuroy    | 03   |
| 10    | Olaf Bárðarson        | Víkingur Gøta | 02   |
| 10    | Jóannes Bjartalíð     | KÍ Klaksvík   | 02   |
| 10    | Vensil Djurhuus       | FC Hoyvík     | 02   |
| 10    | Hugin Ferber          | FC Hoyvík     | 02   |
| 10    | Niklas Fríði Jacobsen | FC Hoyvík     | 02   |
| 10    | Brian Jakobsen        | B36 Tórshavn  | 02   |
| 10    | Hilmar Leon Jakobsen  | HB Tórshavn   | 02   |
| 10    | Andrass Johansen      | B36 Tórshavn  | 02   |
| 10    | Andreas Olsen         | Víkingur Gøta | 02   |
| 10    | Áki Samuelsen         | HB Tórshavn   | 02   |